# Liste von Gewerkschaftsbünden in Europa
Dies ist eine Liste von Gewerkschaftsbünden in Europa.

## Deutschland
- Deutscher Gewerkschaftsbund
- Dbb beamtenbund und tarifunion
- Christlicher Gewerkschaftsbund

## Frankreich
- Confédération générale du travail (CGT)
- Force ouvrière (FO)
- Confédération française démocratique du travail (CFDT)
- Confédération française des travailleurs chrétiens (CFTC)
- Confédération française de l'encadrement - Confédération générale des cadres (CFE-CGC)
- Union syndicale Solidaires
- Fédération syndicale unitaire (FSU)
- Union Nationale des Syndicats Autonomes (UNSA)
- Confédération nationale du travail (CNT)
- Confédération autonome du travail
- Sindicatu di i Travagliadori Corsi (STC)

## Italien
- Confederazione Generale dei Sindacati Autonomi dei Lavoratori (CONF.S.A.L.)
- Confederazione Italiana Lavoratori Liberi (CONF.ILL)
- Confederazione Italiana Sindacati Autonomi Lavoratori (CISAL)
- Unione Generale del Lavoro (UGL)
- Confederazione dei Comitati di Base
- Confederazione dei Sindacati Funzionari Direttivi Dirigenti e delle Elevate Professionalità della Funzione Pubblica
- Confederazione Generale Italiana del Lavoro
- Confederazione Italiana dei Dirigenti e delle Alte Professionalità
- Confederazione Italiana Sindacati Lavoratori
- Confederazione Unitaria di Base
- Unione Italiana del Lavoro
- Confederazione Italiana di Base
- Federazione Sindacale dei Comitati di Base AltrascuolA
- Autonomer Südtiroler Gewerkschaftsbund ASGB
- Confederazione GILDA-UNAMS-NURSIND (CGU)
- Unione Sindacale Italiana (USI)

## Liechtenstein
- LANV - Liechtensteinischer ArbeitnehmerInnenverband

## Litauen
- LPSK - Lietuvos profesinių sąjungų konfederacija

## Luxemburg
- Fédération Générale de la Fonction Communale (FGFC)
- Onofhängege Gewerkschaftsbond Lëtzebuerg (OGBL)
- Lëtzebuerger Chrëschtleche Gewerkschafts-Bond (LCGB)
- Confédération Générale de la Fonction Publique (CGFP)
- Neutral Gewerkschaft Lëtzebuerg (NGL-SNEP)
- Union Syndicale (Beschäftigte bei EU-Institutionen)

## Niederlande
- Federatie Nederlandse Vakbeweging - FNV
- Christelijk Nationaal Vakverbond - CNV
- Vakcentrale Voor Middengroepen en Hoger Personeel (MHP) -
- Nederlands Verbond van Vakverenigingen

## Norwegen
- Landsorganisasjonen i Norge
- Yrkesorganisasjonenes Sentralforbund

## Österreich
- Österreichischer Gewerkschaftsbund

## Polen
- Niezależny Samorządny Związek Zawodowy Solidarność (Solidarność)
- Forum Związków Zawodowych (FZZ)
- Ogólnopolskie Porozumienie Związków Zawodowych (OPZZ)

## Portugal
- Confederação Geral do Trabalho (CGT)
- União de Sindicatos Independentes (USI)
- Confederação Geral dos Trabalhadores Portugueses (CGTP)
- União Geral de Trabalhadores (UGT)
- Confederação Geral dos Sindicatos Independentes (cgsi)

## Rumänien
- Sindicatul Liber al Oamenilor Muncii din România (SLOMR)

## Schweden
- Landsorganisationen (LO), Dachverband für 16 Einzelgewerkschaften (1,86 Millionen Mitglieder 2005)
- Tjänstemännens Centralorganisation (TCO) Dachverband für 17 Einzelgewerkschaften (1,27 Millionen Mitglieder 2005)
- Sveriges Akademikers Centralorganisation (SACO) Dachverband für 26 Einzelgewerkschaften (569.000 Mitglieder 2005)
- Sveriges Arbetares Centralorganisation (SAC), syndikalistische Gewerkschaft mit etwa 8.000 Mitgliedern

## Schweiz
- Schweizerischer Gewerkschaftsbund
- Travail.Suisse
- Verband Schweizerischer Angestelltenvereine der Maschinen- und Elektroindustrie
- Sindicati.ch
- Zentralverband Staats- und Gemeindepersonal der Schweiz

## Spanien
- CC.OO. (Comisiones Obreras)
- UGT (Unión General de Trabajadores)
- CNT (Confederación Nacional del Trabajo)
- CGT (Confederación General del Trabajo)
- USO (Unión Sindical Obrera)
- SO (Solidaridad Obrera)
- SU (Sindicato Unitario)
- STC (Sindicato de Trabajadores de Comunicaciones)

- ELA (Eusko Langileen Alkartasuna) (País Vasco, Navarra)
- LAB (Langile Abertzaleen Batzordeak) (País Vasco, Navarra)
- CIG (Confederación Intersindical Galega) (Galicien)
- SOC (Sindicato de Obreros del Campo) (Andalusien)
- CSI (Corriente Sindical de Izquierda) (Asturien)
- SUATEA (Sindicatu Unitariu y Autónomu de Trabayadores de la Enseñanza d’Asturies) (Asturien)
- Eusko Langillen Alkartasuna
- FASGA Federación de Asociaciones Sindicales
- USCA Unión Sindical de Controladores Aéreos

## Ungarn
- LIGA - Független Szakszervezetek Demokratikus Ligája
- MOSz - Munkástanácsok Szövetsége
- MSzOSz
- SZEF - SZAKSZERVEZETEK EGYÜTTMŰKÖDÉSI FÓRUMA

## Vereinigtes Königreich
Gewerkschaftliche Dachverbände
- General Federation of Trade Unions (GFTU)
- Trades Union Congress (TUC)
- Scottish Trades Union Congress (STUC)

## Zusammenschlüsse
- Confédération Européene des Syndicats Indépendants (CESI)
- Europäischer Verein für Wanderarbeiterfragen in München
- European Trade Union Confederation (ETUC)
- IndustriALL European Trade Union (industriAll Europe) in Brüssel
- World Organization of Workers